# Цовинар
Цовинар, также Цовян (арм. Ծովինար) — богиня в древнеармянской мифологии, персонификация грозы, молнии, и одновременно богиня моря, воды, дождя, во время грозы скачущая на огненном коне в облаках; она посылает людям живительный дождь или вредносный град. Во время засухи ей посвящались шествия и ритуальные песнопения с пожеланиями послать полям дождь.
В эпосе «Сасна Црер» (обычно переводят как «Неистовые сасунцы») («Давид Сасунский») Цовинар —  дочь царя Гагика, жена Багдадского Халифа, мать первых сасунских героев близнецов Санасара и Багдасара, зачатых ею от выпитых ею двух пригоршней морской воды.
В 1973 году композитор Григор Ахинян написал оперу «Цовинар».